# Mailand–Sanremo 1946
Die 37. Austragung des Rad-Klassikers Mailand–Sanremo fand am 19. März 1946 statt. Es war nicht nur das erste wichtige Rennen der Saison, sondern nach einem zweijährigen Kriegsunterbruch das erste richtige Radrennen in Italien überhaupt. Mailand–Sanremo 1946 gilt heute als Teil der Rivalität zwischen Fausto Coppi und  Gino Bartali, als auch aufgrund des großen Zeitabstandes den der Sieger auf die Nächstplatzierten herausfahren konnte, als ein Klassiker der Radsportgeschichte.

## Strecke und Teilnehmer
Die Strecke führte das Peloton über fast 300 Kilometer von Mailand südlich durch die Po-Ebene und über den Turchino-Pass ans Mittelmeer. Von dort aus der Küste entlang nach Sanremo. Die Straßen waren größtenteils ungeteert, und die allgemeine Infrastruktur war durch Kriegsschäden stark in Mitleidenschaft gezogen.
Als große Favoriten auf den Sieg galten die beiden italienischen Radsportstars Gino Bartali und Fausto Coppi. Die Rivalität zwischen dem konservativen, tief religiösen Bartali aus der ländlichen Toskana und dem modernste Trainingsmethoden nutzenden Atheisten Coppi aus dem Piemont zog die Italiener in ihren Bann. Aufgrund des Krieges war das Stärkeverhältnis zwischen den beiden unklar. Das letzte Rennen lag über zwei Jahre zurück. Die gesamte italienische Elite war am Start, dazu kamen acht Fahrer aus der Schweiz und vier aus Frankreich. 

## Rennverlauf
Bereits kurz nach Aufnahme des Rennens zeigte sich, dass Coppi sich über den Winter hervorragend vorbereitet hatte. Bereits 50 Kilometer nach dem Start schloss er sich einer Ausreißergruppe an. Coppi legte solch ein horrendes Tempo vor, dass seine Fluchtkollegen Mühe hatten, ihm zu folgen. Der Letzte von ihnen, der Franzose Lucien Teisseire, gab schließlich an den Hängen des Turchino-Passes auf und Coppi war von nun an, 150 Kilometer vor dem Ziel, auf sich allein gestellt. Auf der Passhöhe hatte er knapp 30 Sekunden Vorsprung. Doch Coppi gab nicht nach und baute seinen Vorsprung bis Sanremo auf 14 Minuten aus. Die Legende, die seine Überlegenheit unterstreicht, besagt, er habe unterwegs sogar angehalten, um sich an einer Bar einen Espresso zu genehmigen.

## Endstand
|     | Fahrer             | Nation     | Team            | Zeit           |
| --- | ------------------ | ---------- | --------------- | -------------- |
| 1.  | Fausto Coppi       | Italien    | Bianchi         | 8 h 09 min     |
| 2.  | Lucien Teisseire   | Frankreich | Ray-Dunlop      | +14 min        |
| 3.  | Mario Ricci        | Italien    | Legnano         | +18 min 30 sec |
| 4.  | Gino Bartali       | Italien    | Legnano         | gleiche Zeit   |
| 5.  | Severino Cavanesi  | Italien    | Bianchi         | gleiche Zeit   |
| 6.  | Vito Ortelli       | Italien    | Benotto-Superga | gleiche Zeit   |
| 7.  | Adolfo Leoni       | Italien    | Bianchi         | gleiche Zeit   |
| 8.  | Osvaldo Bailo      | Italien    | Girardengo      | + 0:03         |
| 9.  | Salvatore Crippa   | Italien    | Enal-Campari    | + 0:10         |
| 10. | Emilio Croci-Torti | Schweiz    | Tebag           | + 0:12         |